# Sovětská liga ledního hokeje 1968/1969
Sezóna 1968/1969 byla 23. sezonou Sovětské ligy ledního hokeje. Mistrem se stal tým Spartak Moskva.
Nikdo nesestoupil. Šestice nepostupujících do finálové skupiny se účastnila prolínací soutěže, ale tam se všichni udrželi.

## První fáze
| #  | Tým                     | Z  | V  | R | P  | Sk.    | B  |
| -- | ----------------------- | -- | -- | - | -- | ------ | -- |
| 1  | CSKA Moskva             | 22 | 18 | 1 | 3  | 142-57 | 37 |
| 2  | Spartak Moskva          | 22 | 16 | 3 | 3  | 112-66 | 35 |
| 3  | Chimik Voskresensk      | 22 | 13 | 1 | 8  | 63-48  | 27 |
| 4  | Avtomobilist Sverdlovsk | 22 | 11 | 3 | 8  | 93-70  | 25 |
| 5  | Dynamo Moskva           | 22 | 9  | 5 | 8  | 90-70  | 23 |
| 6  | Křídla Sovětů Moskva    | 22 | 10 | 3 | 9  | 82-83  | 23 |
| 7  | Lokomotiv Moskva        | 22 | 10 | 2 | 10 | 73-79  | 22 |
| 8  | SKA Leningrad           | 22 | 9  | 3 | 10 | 69-85  | 21 |
| 9  | Torpedo Gorkij          | 22 | 9  | 2 | 11 | 63-74  | 20 |
| 10 | Dynamo Kyjev            | 22 | 7  | 2 | 13 | 74-104 | 16 |
| 11 | Traktor Čeljabinsk      | 22 | 4  | 0 | 18 | 48-116 | 8  |
| 12 | Sibir Novosibirsk       | 22 | 2  | 3 | 17 | 46-103 | 7  |

## Finálová skupina
| # | Tým                     | Z  | V  | R | P  | Sk.     | B  |
| - | ----------------------- | -- | -- | - | -- | ------- | -- |
| 1 | Spartak Moskva          | 30 | 23 | 2 | 5  | 150-91  | 48 |
| 2 | CSKA Moskva             | 30 | 22 | 1 | 7  | 171-79  | 45 |
| 3 | Dynamo Moskva           | 30 | 16 | 3 | 11 | 118-109 | 35 |
| 4 | Chimik Voskresensk      | 30 | 11 | 0 | 19 | 87-110  | 22 |
| 5 | Avtomobilist Sverdlovsk | 30 | 9  | 2 | 19 | 99-144  | 20 |
| 6 | Křídla Sovětů Moskva    | 30 | 3  | 4 | 23 | 89-181  | 10 |